# Сантьяго-де-Керетаро
Керетаро, Сантьяго-де-Керетаро (ісп. Santiago de Querétaro) — столиця та найбільше місто мексиканського штату Керетаро (або Керетаро Артеаго). Населення власне міста становить 596 тис. мешканців, муніципалітету 734 тис., а агломерації 918 тис. Місто є одним з найрозвиненіших економічно міст Мексики та швидко розвивається протягом першого десятиліття 21-го століття. Центр міста Керетаро зберіг ділянки чіткого планування іспанських конкістадорів разом із хаотичними індіанськими вуличками, тут збереглися численні будівлі колоніальних часів в стилі бароко. В 1996 році центр міста був включений до списку Світової спадщини ЮНЕСКО.
| Мексика | Це незавершена стаття з географії Мексики. Ви можете допомогти проєкту, виправивши або дописавши її. |